# صحيفة الميثاق (صحيفة يمنية)
صحيفة الميثاق هي صحيفة اسبوعية يمنية ناطقة باسم حزب المؤتمر الشعبي العام وتصدر من صنعاء. تأسست عام 1982 وصدر أول عدد لها في 22 نوفمبر 1982.